# Mitchell (Australia)
Mitchell – miasto (town) w Australii, w południowej części stanu Queensland, w regionie Maranoa, położone nad rzeką Maranoa. W 2006 roku miasto liczyło 944 mieszkańców.
Przez miasto przebiega droga Warrego Highway.